# 联补乡
联补乡，是中华人民共和国四川省凉山彝族自治州布拖县曾经下辖的一个乡。2021年1月12日，撤销联补乡，将原联补乡联补村、特典村所属行政区域划归基只乡管辖；将原联补乡海俄村、海木村所属行政区域划归委只洛乡管辖。

## 行政区划
联补乡撤销前下辖以下地区：
海木村、海俄村、联补村和特典村。